# Microcyrtura metatarsalis
Microcyrtura metatarsalis är en tvåvingeart som beskrevs av Robinson 1964. Microcyrtura metatarsalis ingår i släktet Microcyrtura och familjen styltflugor. Inga underarter finns listade i Catalogue of Life.